# Coelioxys difformis
Coelioxys difformis är en biart som beskrevs av Heinrich Friese 1904. Coelioxys difformis ingår i släktet kägelbin, och familjen buksamlarbin. Inga underarter finns listade i Catalogue of Life.